# Karel Hetteš
Karel Hetteš, křtěný Karel Miroslav (29. července 1909 Žižkov – 21. září 1976, Praha) byl historik a kritik výtvarného umění se zaměřením na sklo, publicista a kurátor výstav skla.

## Život
Karel Hetteš se narodil a byl pokřtěn jmény Karel Miroslav na Žižkové, jako syn Františka Hetteše z Jičíněvsi a jeho manželky Marie, rozené Markové, ze Želetavy; rodina bydlela v domě čp. 184  v Břevnově. Otec byl v roce 1907 hostinským v Brně, v době synova narození se dal zapsat jako agent a v roce 1910 se sám nebo s rodinou přestěhoval do Bubenče. Karlův strýc Josef Ferdinand Hetteš byl akademický malíř.
Vystudoval dějiny umění na École du Louvre v Paříži a v Mnichově. V letech 1931-1934 studoval na Haute École des Sciences politiques v Paříži. Působil jako redaktor nejprve v Bruselu, později po roce 1938 jako redaktor České grafické Unie a Pražských akciových tiskáren. V roce 1939 Karel Hetteš oženil s Evou Blažkovou. V letech 1938-1945 byl redaktorem Národních novin, od roku 1941 zástupcem šéfredaktora. Po válce byl v letech 1945-1947 tiskovým referentem Ministerstva průmyslu, v letech 1948–1951 byl členem redakčního kruhu, odpovědným zástupcem a poté vedoucím redaktorem časopisu Tvar. Ve stejné době byl šéfredaktorem časopisu Věci a lidé.
Roku 1951 byl z politických důvodů propuštěn a pracoval pak jako pomocný dělník v podniku Umělecké sklo v Kamenickém Šenově až do roku 1953. Podle René Roubíčka ve skutečnosti organizoval výstavy skla, sháněl pro podnik zakázky a působil jako odborný poradce a teoretik nového moderního skla. Roku 1953 se stal odborným pracovníkem Uměleckoprůmyslového muzea v Praze. Od roku 1957 byl teoretikem skupiny Bilance, po roce 1959 působil jako publicista ve svobodném povolání. V letech 1969-1971 byl redaktorem časopisu Výtvarná práce. Roku 1964 byl zvolen do předsednictva reformovaného SČSVU a v letech 1965-66 působil jako předseda sekce užitého umění a průmyslového výtvarnictví, od roku 1967 jako předseda výstavní rady. Přispíval do časopisů Tvar, Glasrevue, Glass Review, Květen, Květy, Umění, Výtvarná práce, Zprávy památkové péče. Byl členem Umělecké besedy a mezinárodních sdružení AICA, AIHV (Mezinárodní asociace pro dějiny skla), WCC (Světová rada řemesel).

### Ocenění
- 1958 Zlatá medaile na Expo ´58 v Bruselu za knihu o skle
- 1967 Cena Antonína Matějčka[9]

## Dílo
Karel Hetteš získal vzdělání a prožil část své profesionální kariéry před válkou. Byl jedním z nejvýznamnějších badatelů v oboru českého skla, organizátorem výstav a kurátorem jedné z velkých světových sbírek skla v Uměleckoprůmyslovém muzeu v Praze. K subjektu svého bádání přistupoval jako kvalifikovaný historik a díky spolupráci s českými výtvarníky se stal i spoluautorem některých děl. Roku 1953 ho přizval ředitel Borských ateliérů - Borocrystal Karel Jindra ke spolupráci, aby jako špičkový historik skla a teoretik napomohl s řešením některých praktických problémů.
Jako pracovník UPM a později externí spolupracovník muzea zajišťoval účast českých sklářů na XI. trienále v Miláně. Podílel se na přípravě expozic na Expo 58 v Bruselu a Expo 1967 v Montrealu i na výstavách českého skla v Moskvě, Corningu a Sao Paulu. Měl úvodní projev na symposiu skla, které se konalo 16. až 19 srpna 1970 v Dublinu při příležitosti sněmování světové rady řemesel.
Krátce po Světové výstavě Expo ´58 v Bruselu se stal jedním z teoretiků nově ustavené Skupiny průmyslových výtvarníků v Umělecké besedě. Po počátečním optimismu, prezentovaném na výstavách Bilance roku 1958 a 1960, však ochota průmyslových podniků realizovat návrhy výtvarníků v letech 1962/1963 zcela opadla a jen díky Hettešově prozíravosti se vzory zachovaly alespoň ve sbírkách UPM. K poválečnému vývoji českého sklářství roku 1966 napsal: Zatímco na Západě byl vývoj v rukou zkušených a často velmi obchodně zdatných praktiků, u nás se víc teoretizovalo nebo ještě spíše filozofovalo. Možnosti experimentace ve výrobě a prosazování vytvořených prototypů se přitom po počátečním a velmi slibném rozmachu po polovině 50. let postupně stále zmenšovaly. 
Když roku 1976 zemřel, zůstala nedokončena jeho práce o sklárnách Kavalier a sklárnách v Posázaví i souborné práce o historii a současnosti českého sklářství.